# Cape Breton Eagles
Die Cape Breton Eagles sind eine kanadische Eishockeymannschaft aus Sydney, Nova Scotia. Das Team spielt seit 1997 in einer der drei höchsten kanadischen Junioren-Eishockeyligen, der Québec Major Junior Hockey League (QMJHL).

## Geschichte
Die Granby Prédateurs wurden 1997 von Granby, Québec, nach Sydney, Nova Scotia, umgesiedelt und in Cape Breton Screaming Eagles umbenannt. In ihren ersten drei Spielzeiten in der QMJHL erreichten sie auf Anhieb die Playoffs um die Coupe du Président, schieden jedoch jeweils bereits in der ersten Runde aus. Die Eagles, die bislang in jeder Spielzeit zumindest die erste Playoff-Runde erreicht haben, qualifizierten sich in der Saison 2001/02 erstmals für die Finale, unterlagen dort allerdings Acadie-Bathurst Titan in der Best-of-Seven-Serie mit 1:4 Siegen. In der Saison 2006/07 zogen die Eagles zum zweiten und bislang letzten Mal in das Finale der QMJHL ein, verloren dort nach Siegen über die St. John’s Fog Devils (4:0) und Acadie-Bathurst Titan (4:1) den Foreurs de Val-d’Or knapp mit 3:4. In der Saison 2008/09 scheiterte Cape Breton nach einem Sweep gegen die Saint John Sea Dogs in der ersten Runde in Runde 2 mit 3:4 Siegen an den Remparts de Québec.
Im August 2019 benannte sich das Team in Cape Breton Eagles um und tritt zudem fortan unter einem neuen Logo an.

## Gesperrte Nummern
Die Nummer 29 von Marc-André Fleury, der im NHL Entry Draft 2003 als Gesamterster von den Pittsburgh Penguins ausgewählt wurde, wird seit dem 25. Januar 2008 von den Cape Breton Eagles nicht mehr vergeben.

## Ehemalige Spieler

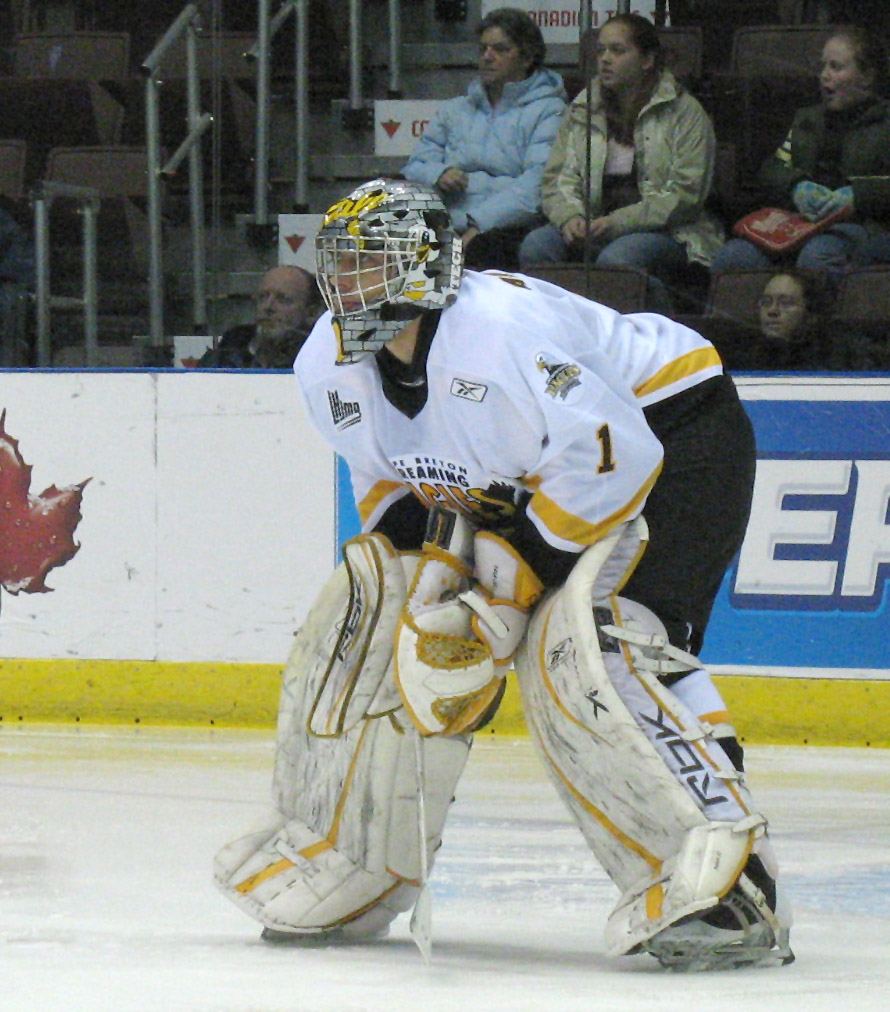
Ondřej Pavelec im Trikot der Eagles

Folgende Spieler, die für die Cape Breton Screaming Eagles aktiv waren, spielten im Laufe ihrer Karriere in der National Hockey League:
- Oskars Bārtulis
- Mark Barberio
- Drake Batherson
- Luc Bourdon
- William Carrier
- Jean-Philippe Côté
- Pierre-Luc Dubois
- Marc-André Fleury
- Ryan Flinn
- Martin Houle
- Tomáš Klouček
- Guillaume Lefebvre
- Adam Pardy
- Ondřej Pavelec
- Alexandre Picard
- Tim Ramholt
- Logan Shaw
- James Sheppard
- Jewgeni Swetschnikow

## Team-Rekorde

### Karriererekorde
Spiele: 317  Chris Culligan
Tore: 121  Kévin Asselin
Assists: 197  Chris Culligan
Punkte: 284   Chris Culligan
Strafminuten: 1122  Hunter Lahache